# Hypodynerus albocinctus
Hypodynerus albocinctus är en stekelart som först beskrevs av Puls 1868.  Hypodynerus albocinctus ingår i släktet Hypodynerus och familjen Eumenidae. Inga underarter finns listade i Catalogue of Life.